# ميشيل كاريه (كاتب)
ميشيل كاريه (بالفرنسية: Michel Carré)‏ هو كاتب مسرحي وكاتب فرنسي، ولد في 20 أكتوبر 1821 في بيزنسون في فرنسا، وتوفي في 27 يونيو 1872 في أرجنتوي في فرنسا.

## وصلات خارجية
- ميشيل كاريه على موقع IMDb (الإنجليزية)
- ميشيل كاريه على موقع ميوزك برينز (الإنجليزية)
- ميشيل كاريه على موقع قاعدة بيانات برودواي على الإنترنت (الإنجليزية)
- ميشيل كاريه على موقع ديسكوغز (الإنجليزية)
- ميشيل كاريه على موقع قاعدة بيانات الفيلم (الإنجليزية)